# Priorado de Yedingham
O Priorado de Yedingham foi um priorado beneditino em North Yorkshire, Inglaterra, dedicado à Abençoada Virgem Maria. Foi o lar de freiras beneditinas de 1163 a 1539.
O priorado, também conhecido como Little Mareis, foi cofundado por Helewise de Clere e Roger II de Clere.